# Gerlóczy Gedeon
Alsóviszokai Gerlóczy Gedeon (Budapest, 1895. június 28. – Budapest, 1975. július 30.) magyar építész, Csontváry hagyatékának megmentője.

## Családja és származása
Az alsóviszokai Gerlóczy családban született, amely egy régi horvátországi birtokadományos nemesi család; ez a család eredetileg a Mattekovich vezetéknevet viselte de 1848-ban Mattekovich Imre felvette a "Gerlóczy" vezetéknevet. A Gerlóczy család híres orvos dinasztia is volt, de ő a családi hagyományokat megtörve a Budapesti Királyi József nádor Műegyetemen szerzett diplomát. Apja dr. alsóviszokai Gerlóczy Zsigmond (1863–1937) orvos, belgyógyász, higiénikus, anyja galántai Fodor Margit (1868–1897) volt. Apai nagyszülei alsóviszokai Gerlóczy Károly (1835–1900) jogász, Budapest első alpolgármestere, és munkácsi Barkassy Amália (1841–1937) voltak. Anyai nagyszülei galántai Fodor József (1843–1901) orvos, egyetemi tanár, főorvos, az MTA tagja, Reizinger Amália (1848–1892) voltak.

## Életpályája-munkássága
Professzora, Hültl Dezső irodájában kezdett dolgozni, majd Münchenben folytatta mérnöki tanulmányait, az ottani Politechnikumban Thirsch professzor mellett. Külföldi tartózkodása alatt járta a múzeumokat, műemlékeket, gyűjteményes kiállításokat és ezek képeiről-tárgyairól színes krétarajzokat készített.
1919-ben jött haza és újból beállt Hültl Dezső irodájába dolgozni. Ebben az időben fedezte fel a Csontváry-képeket, melyeket az örökösök fillérekért akartak eladni. A képek árverésén meg is vette a legtöbbet. A húszas években önálló tervezőirodát nyitott. Néhány vidéki – gyulai evangélikus templom (1927), békéscsabai 100 ágyas sebészeti pavilon (1935) – tervezési feladat után (közel négy évtizeden keresztül) Budapesten dolgozott mint elismert, jó nevű építész.
Korai tervezési periódusának talán legjelentősebb alkotása a Magyar Rádió Stúdiópalotája (1928, a világ első stúdiópalotája, amelyet 2024-ben pusztítottak el. Néhány eklektikus, neobarokk villája is épült ebben az időben, majd részese lett a Budapest II. kerület Napraforgó utcában Bauhaus-mintára felépülő kísérleti lakótelep létrehozásának. Tervei szerint épült meg a Napraforgó utca 19. sz. villa, amely már egyértelműen a modernista felfogásra utal.
Az 1930-as évek elején épített villái után 1938-ban első díjat nyert a tabáni gyógyszálló tervpályázaton (Dávid Károly Archiválva 2008. április 12-i dátummal a Wayback Machine-ben-al, Lauber Lászlóval és Nyiri Istvánnal). 1940-ben – Körmendi Nándorral és Grundböck Bélával együtt – készített terv szerint épült fel az (OTI) Országos Társadalombiztosítási Intézet Baleseti kórháza a Fiumei úton. 1941-ben kivitelezték az általa tervezett Madách Kamaraszínházat és a Petőfi Sándor utca – Párisi utca saroktelkére épített lakóházat, földszintjén passzázzsal, mely utóbbi Budapest egyik legsikerültebb modern bérpalotája. Ez időben vett részt a Nemzeti Sportcsarnok pályázatán, ahol több pályázóval együtt első díjat nyert (Rimanóczy Gyula, Müller Miksa, Sinkovits Lajos, Tóth Imre). A megbízást az első díjban részesített tervezők együtt kapták meg, így a megvalósult Nemzeti Sportcsarnok közös alkotásuk.
1944–1948 között a Képzőművészeti Főiskola tanára volt, majd 1950-től 1961-ig az Ipari Épülettervező Vállalatnál dolgozott nyugdíjazásáig. IPARTERV-i tevékenységéről nincsenek ismert adatok, azon kívül, hogy 1962-ben az Orvostudományi Egyetem Nagyvárad téri Elméleti tömbjére kiírt tervpályázaton – Südi Ernővel és Wagner Lászlóval együtt – első díjat nyert (a megvalósult épület Wagner László munkája). Építész tervezői tevékenységét 67 éves korában, 1962-ben fejezte be.

### Csontváry gyűjtemény megmentése
Szakíróként is működött. Kiemelkedő érdeme Csontváry hagyatékának felfedezése és megőrzése. Négy évtizeden keresztül fáradozott azért, hogy a művek művészi értékük szerinti megbecsülésben részesüljenek.
Lakása Budapesten a Galamb utca 3. szám alatt, a VI. emeleten volt, ahol a 42 darabos gyűjteményt is tárolta. Ismert építészként ráígért a budapesti fuvarosok által a Csontváry-vásznakért felkínált összegre, a kocsisok pedig lemondtak a vásznakról, amiből pedig jó minőségű zsákokat, kocsiponyvákat varrathattak volna. Ötven éven át Gerlóczy építész lakásában porosodtak az alkotások. 
Az utolsó években a főváros legfrekventáltabb helyén, a belvárosi bérházban rakódott rájuk a cserépkályhás lakások füstje, korma, amely az évek szellőztetései alatt ülepedett le, ami a lakás ablakaiból nyíló gyönyörű panorámás kilátásnak ára volt. A korom úgy beette magát, hogy eltávolítása restaurátori feladat volt. 1975 nyarán a lakásban készített interjú alkalmával a gyűjtemény fényképes dokumentálásra is került a polgári lakókörnyezetben.

## Művei

### Megépült épületei
- Gyulai evangélikus templom, 1927
- Budapest VIII., Bródy Sándor utca 5-7. Magyar Rádió udvari szárny, 1927-1928
- Budapest XI., Fehérvári út 37. Rendőr lakótelep, 1928
- Budapest XIII., Reitter Ferenc utca 7. lakóház, 1929
- Debrecen Magyar királyi csendőrlaktanya, 1929–1930
- Budapest II., Napraforgó utca 19., villa, 1931
- Budapest VIII., Őr utca 4., lakóépület, 1932–1933
- Budapest XIV., Bonyhádi út 17., neobarokk villa, 1934–1935
- Békéscsabai kórház, 100 ágyas sebészeti pavilon, 1935
- Budapest VII., Madách sugárút torkolatára kiirt tervpályázat, 1935 (a megvalósult épületet Wälder Gyula tervezte)
- OTI Baleseti kórház. Budapest VIII., Fiumei út 13–17. (Körmendi Nándorral együtt) 1937–1939
- Budapest XIII., Katona József utca 5., lakóépület, 1937
- Budapest XII., Roskovics utca 8., lakóház, 1939–1940
- Budapest II., Jurányi utca 6., lakóház, 1940
- Madách Színház. Budapest VII., Madách tér 6., 1940 (ma Örkény Színház)
- Budapest III., Szépvölgyi út 3/a, lakóház, 1941
- Budapest VII., Rumbach Sebestyén utca 17., lakóépület, 1941
- Budapest XIV., Gizella út 37/a, villa-lakóépület, 1941–1942
- Budapest V. Petőfi Sándor utca 12. – Párisi utca 6., sarok lakóház, 1941–1942
- Nemzeti Sportcsarnok. Budapest XIV., Istvánmezei út 1–3. (tervezőtársak: Rimanóczy Gyula, Müller Miksa, Sinkovits Lajos, Tóth Imre)
- Budapest XIV., Kerékgyártó utca 4., lakóház, 1933

### Könyvei
- Építészet városesztétika (Budapest, 1949)
- Csontváry-emlékkönyv: válogatás Csontváry Kosztka Tivadar irásaiból és a Csontváry-irodalomból: művészet és elmélet. Szerkesztette: Gerlóczy Gedeon Németh Lajossal (Budapest. Corvina, 1977)
- Csontváry-emlékkönyv. Válogatás Csontváry Kosztka Tivadar írásaiból és a Csontváry-irodalomból; vál., emlékezéseivel kieg. Gerlóczy Gedeon, bev., jegyz., szerk. Németh Lajos; 3. bőv., átdolg. kiad.; Corvina, Bp., 1984 (Művészet és elmélet)

Krétarajzairól nincs közelebbi információ, kiegészítésre vár.

## Képgaléria

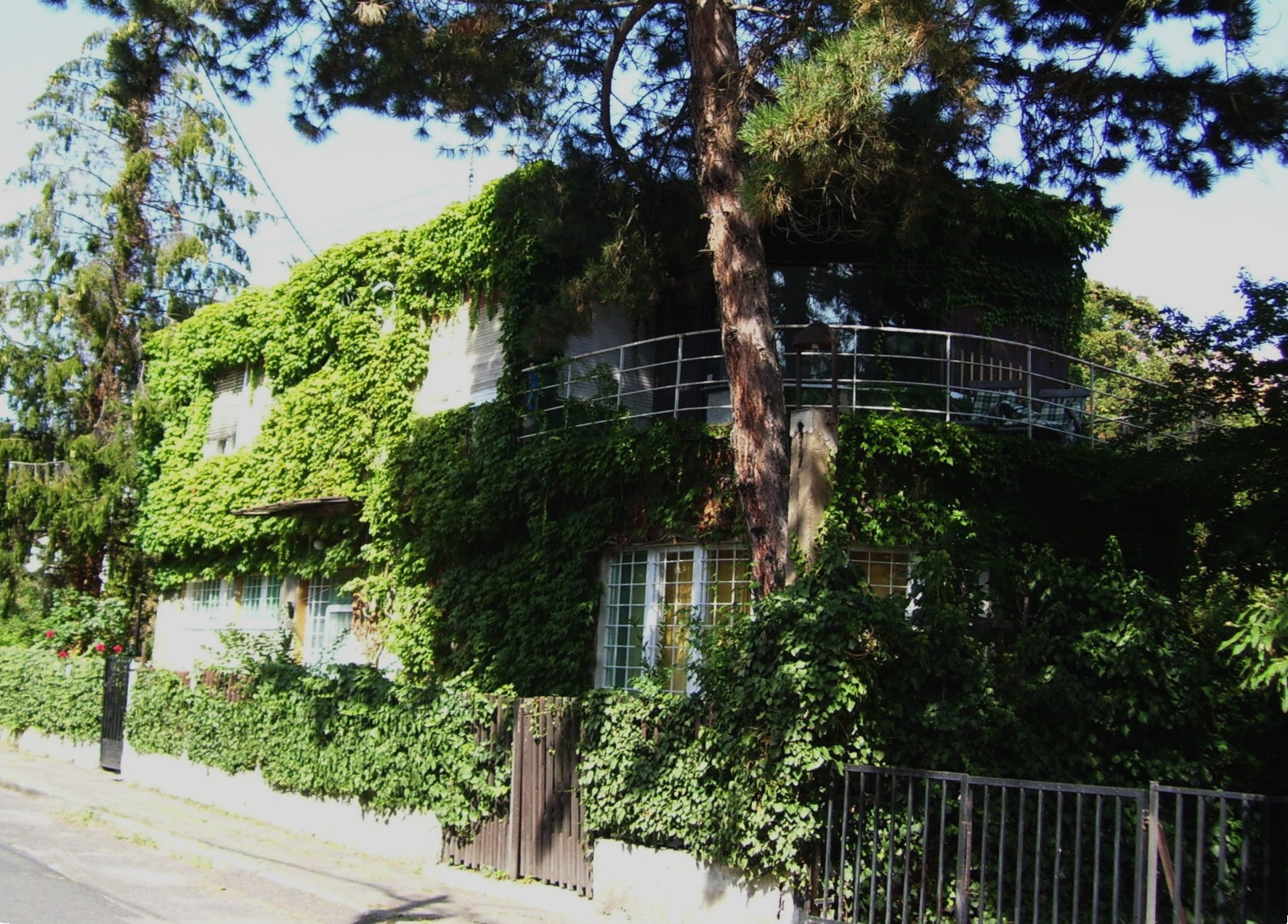
Bp. II. kerület, Napraforgó u. 19. villa 2008-ban
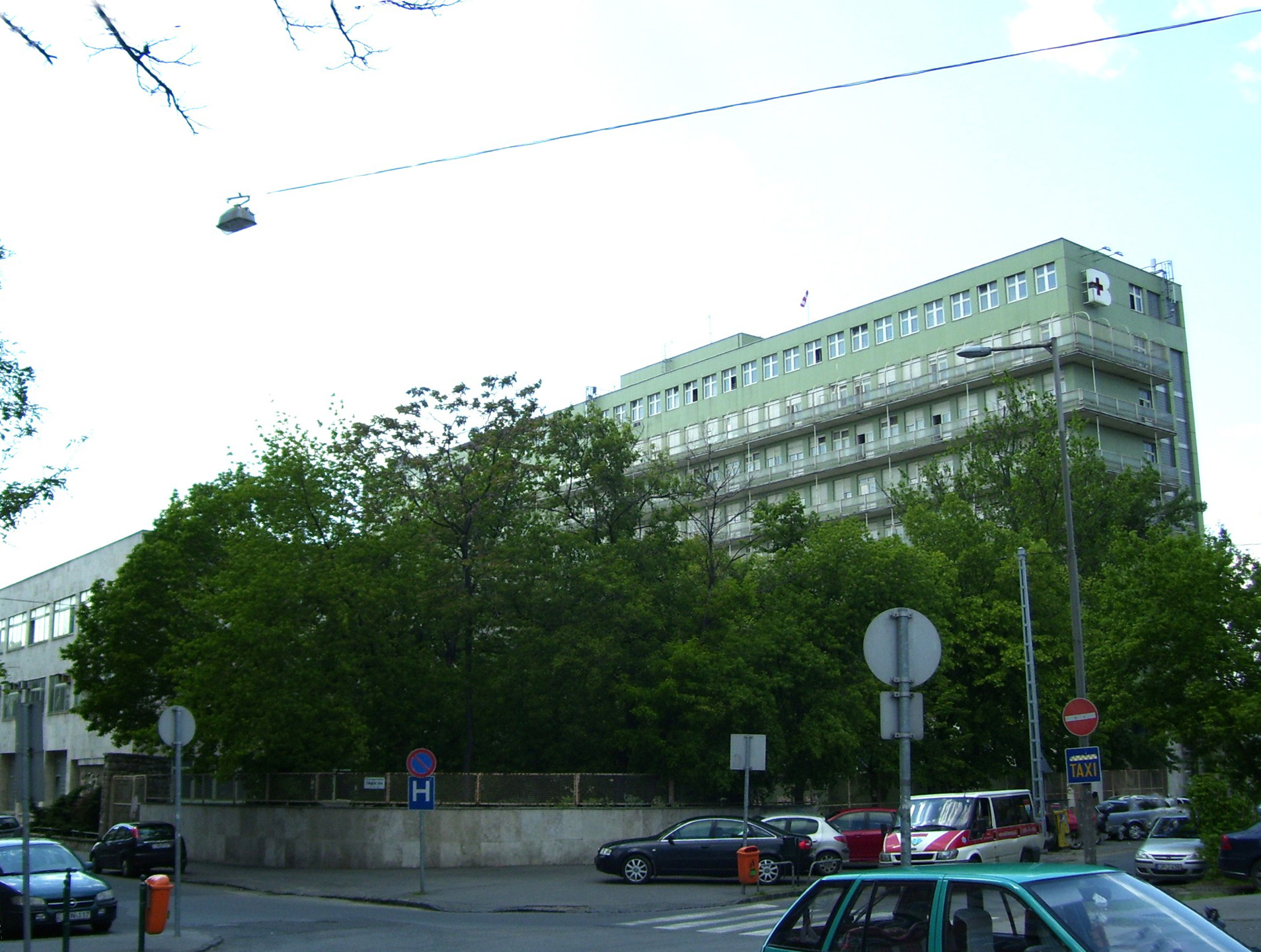
Baleseti kórház a Fiumei úton 1937–39
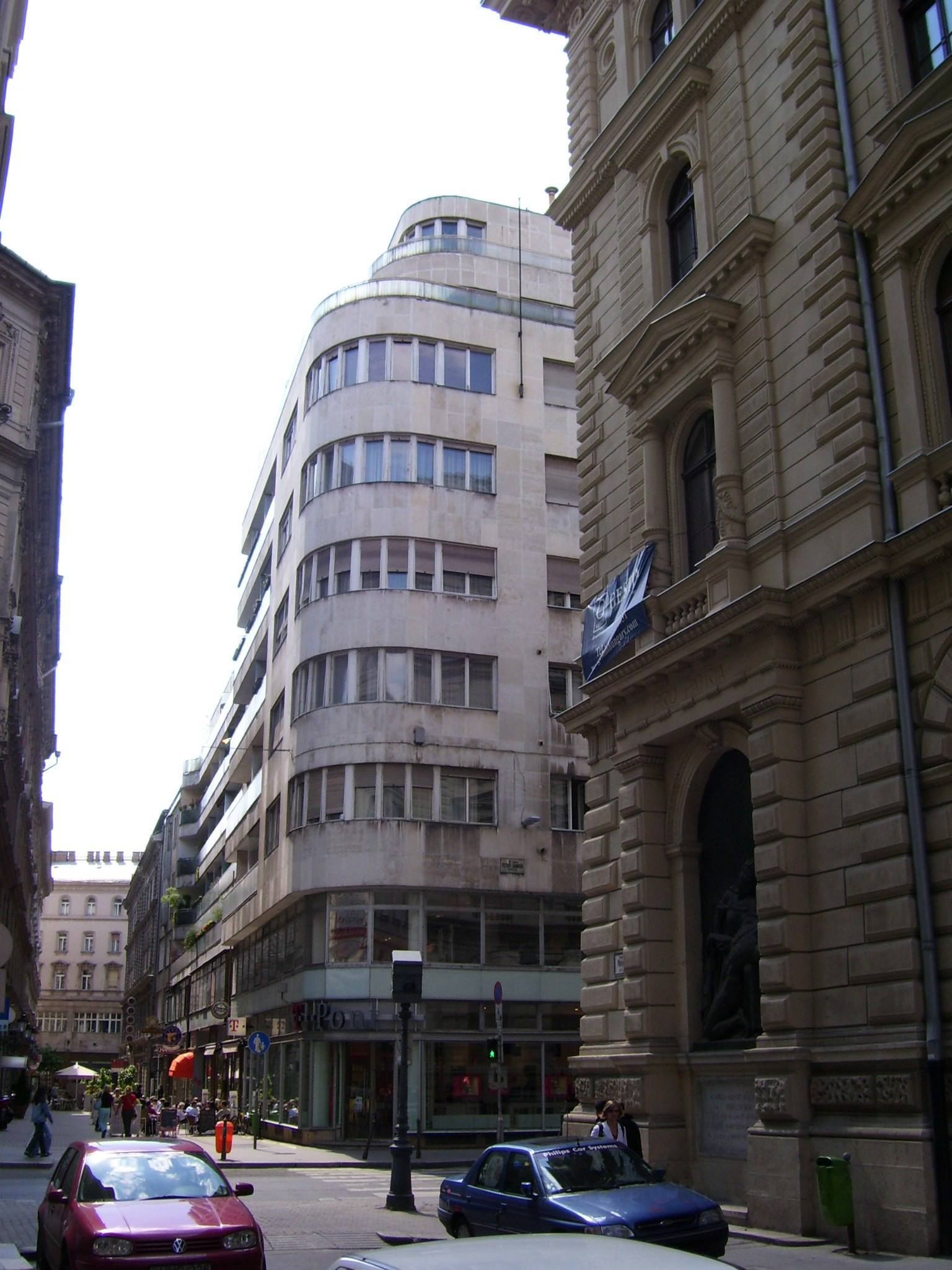
Lakóház a Petőfi S. és Párisi utca sarkán 1941–43
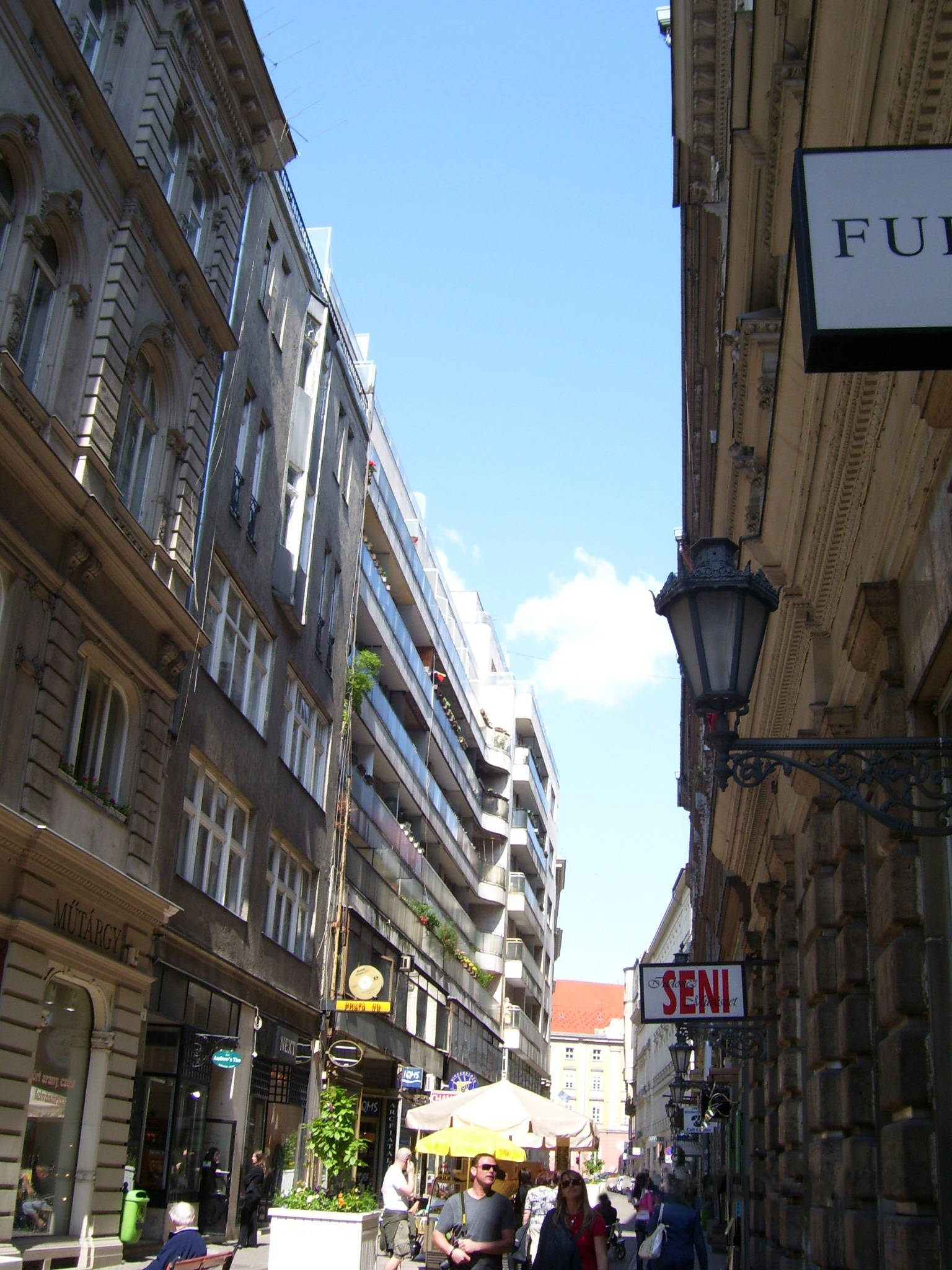
Lakóház. Párisi utcai homlokzata 1941–43
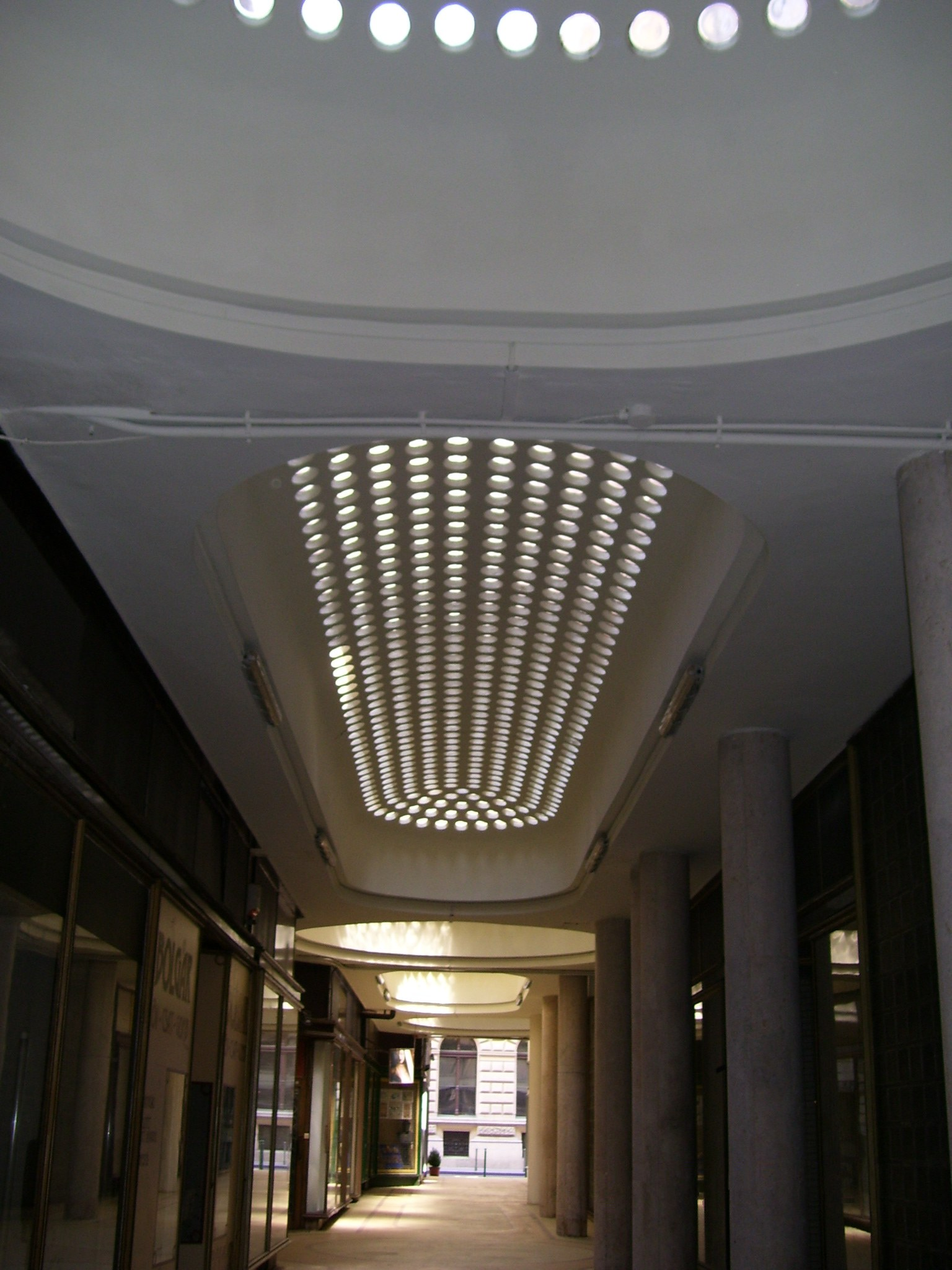
Lakóház földszinti passzázs. 1941-43
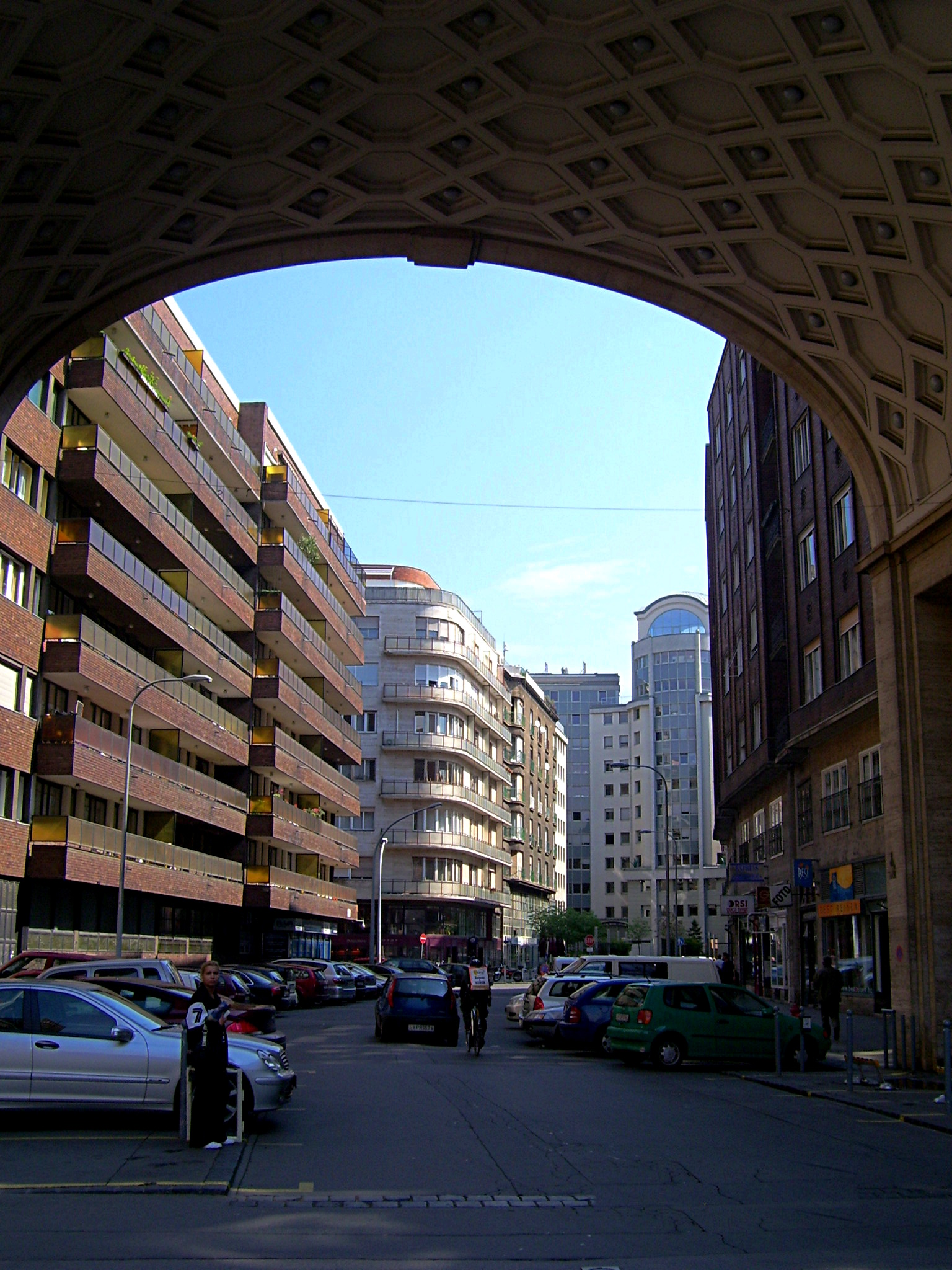
Lakóház a Rumbach utca 17. alatt 1941-42

## Emlékezete

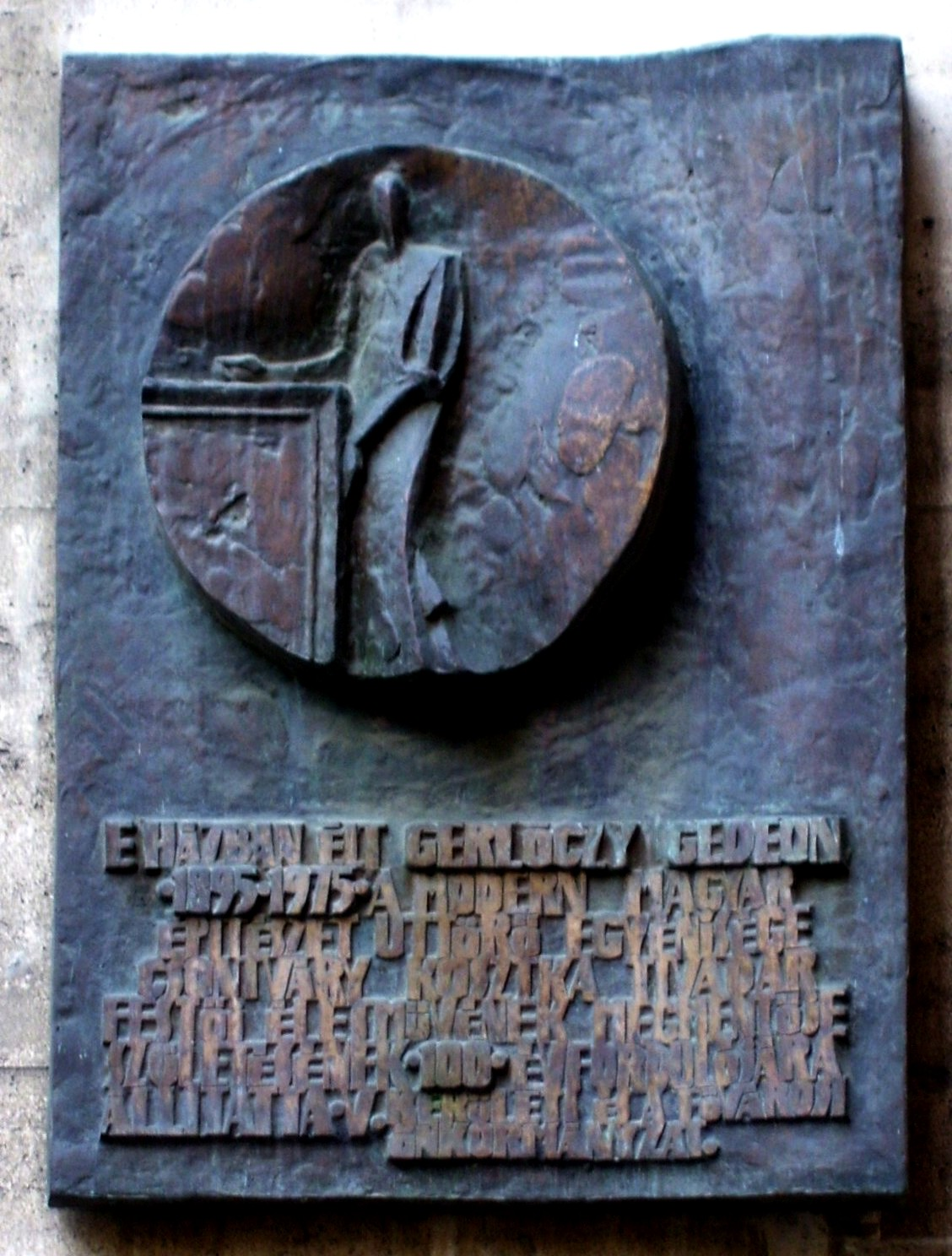
Emléktábla, Budapest V. kerület,
Galamb utca 3.

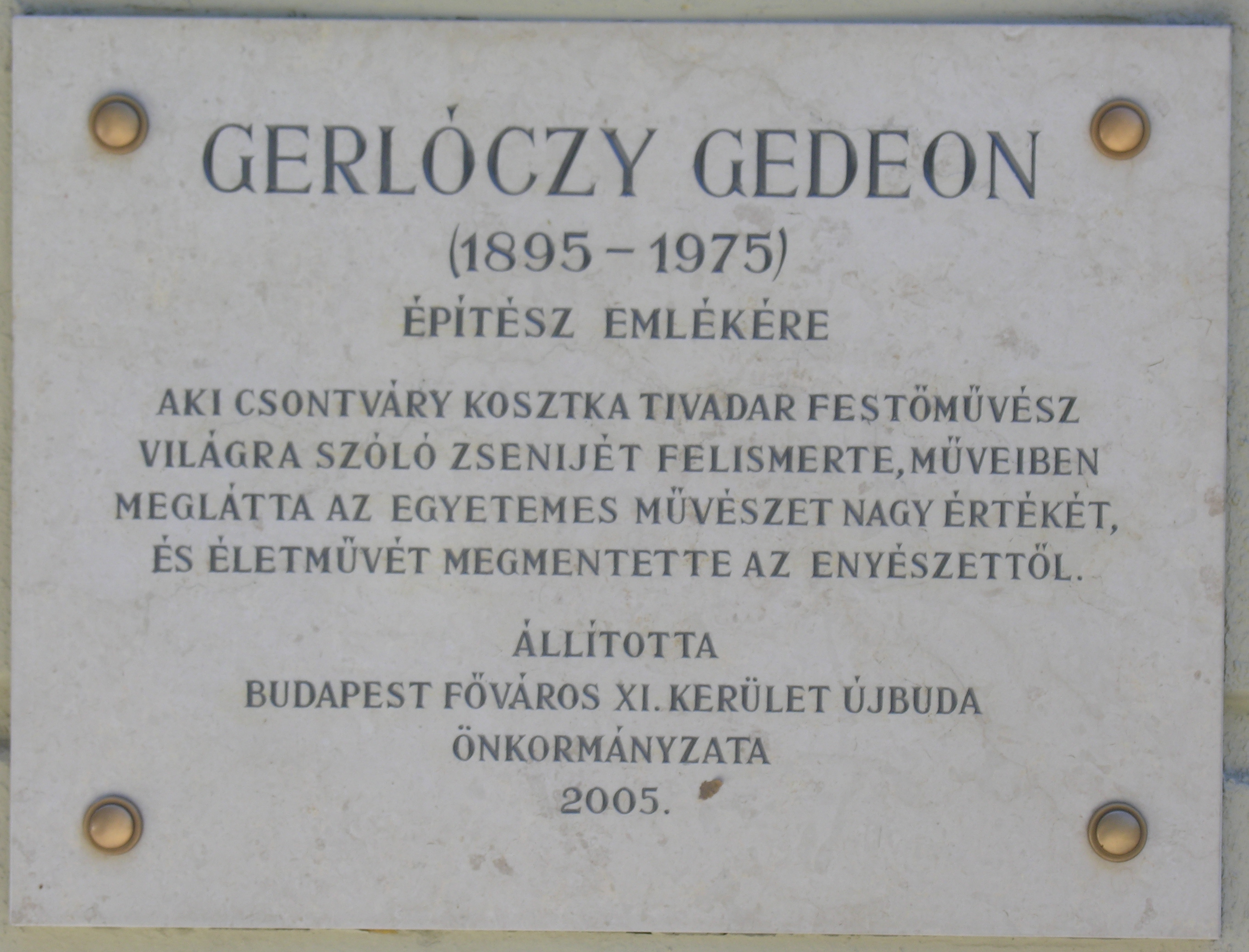
Emléktábla, Budapest XI. kerület,
Bartók Béla út 36-38.

- Elsősorban mint a Csontváry-gyűjtemény megmentője ismert. Erről számos dokumentum tanúskodik. (A gyűjtemény Pécsett látogatható.)
- Építészi kvalitásait kevesen ismerik, pedig a két világháború közötti építészet neves személyisége volt.
- Kiállítás Gerlóczy Gedeon grafikai gyűjteményéből (Home galéria)
- Budapest V., Galamb utca 3. Gerlóczy Gedeon domborműves emléktábla. 1997 (Czinder Antal Archiválva 2008. április 13-i dátummal a Wayback Machine-ben szobrászművész alkotása)
- Csontváry (1976) és Gerlóczy (2005) emléktábla (Budapest XI., Bartók Béla út 34)
- Posztumusz Ybl Miklós-díj 2010